# Alberto García Martínez
Alberto García Martínez (* 7. Januar 1965 in Mexiko-Stadt), auch bekannt unter dem Spitznamen Guamerú, ist ein ehemaliger mexikanischer Fußballspieler, der vorwiegend im Mittelfeld agierte.

## Laufbahn
„Guamerú“ García begann seine Profikarriere beim CF Monterrey, mit dem er in der Saison 1991/92 den mexikanischen Pokalwettbewerb gewann.
1993 wechselte Guamerú zu Mexikos populärstem Verein Chivas Guadalajara, bei dem er die folgenden drei Jahre unter Vertrag stand. Ein kurzfristiger Aufenthalt beim Club Santos Laguna bescherte ihm im Winter 1996 seinen einzigen Meistertitel in der mexikanischen Fußballliga.
Anschließend verbrachte er mehrere Jahre beim Club León, bevor er seine aktive Laufbahn in Reihen des Querétaro Fútbol Club ausklingen ließ.

## Familie
Alberto García Martínez ist der Vater der Fußballspieler Alberto Jorge García und Brian García.

## Erfolge
- Mexikanischer Meister: Invierno 1996
- Mexikanischer Pokalsieger: 1991/92